# Melrose Place
Melrose Place é uma série de televisão estadunidense produzida e exibida pela Fox Broadcasting Company de 1992 a 1999, por sete temporadas. A série se passa no condomínio Melrose, em Los Angeles, onde as vidas de seus locatários se cruzam em diversas situações envolvendo ambição, sexo, traições e até mesmo assassinatos. Do elenco original, somente Thomas Calabro, que interpretava o médico mau caráter Michael Mancini, permaneceu em todas as temporadas.
A série foi exibida no Brasil em 1993 pela Rede Globo dentro da extinta Sessão Aventura, às segundas-feiras, e depois aos domingos de 1994 a 1998. Foi  reprisada posteriormente pela Rede Bandeirantes e também foi  exibida no canal pago TeleUno.
Dos diversos personagens, além de Michael Mancini, também marcaram a série Jane Mancini (Josie Bisset), primeira esposa de Michael, Sidney Andrews (Laura Leighton), a irmã de Jane, Jo Reynolds (Daphne Zuniga), fotógrafa que se muda de Nova York para Los Angeles, Kimberly Shaw (Marcia Cross), médica que se torna a psicótica da série, Jake Hanson (Grant Show), Billy Campbell (Andrew Shue), Allison Parker (Courtney Thorne-Smith), Matt Fielding (Doug Savant) e Amanda Woodward (Heather Locklear) - esta última também ficou até o final da série.
A série começou em 1992 como um spin-off de Barrados no Baile, trazendo alguns dos personagens mais populares da série como participação especial nos primeiros episódios. Jennie Garth, que interpretava Kelly Taylor, foi o elo entre as duas séries, graças à sua paixão platônica por Jake Hanson, morador do complexo Melrose Place. Na primeira temporada, possuía um formato mais leve e descontraído, com predominância de dramas que se resolviam aos finais do episódio. Devido à críticas do público e baixa audiência, a série adquiriu um novo formato na segunda temporada, adquirindo formato de novela e aderindo a histórias mais sensacionalistas e que se estendiam por toda a temporada, o que a tornou uma grande referência da cultura pop nos anos 90.
Outros atores que fizeram parte do elenco nas sete temporadas de Melrose Place foram Jack Wagner (como Peter Burns), Kristin Davis (Brooke) e Alyssa Milano (como Jennifer Mancini, irmã de Michael).

## Cenário e premissa original
A série é ambientado em um pequeno complexo de apartamentos localizado no 4616 Melrose Place, na cidade de West Hollywood, Califórnia. Vários jovens residem nos apartamentos, cada um com seus próprios sonhos e impulsos. O formato original para a série foi ter histórias independentes que concluem em todos os episódios, mas quando essa fórmula se mostrou impopular, os produtores e escritores começaram a desenvolver enredos de longo prazo para evoluir durante a temporada. Na segunda temporada, o programa adotou um formato de novela completo.

## Personagens principais
Os personagens mais importantes da série e favoritos do público foram Michael (Thomas Calabro), Amanda, Jane (Josie Bissett) e Sydney (Laura Leighton). Richard Hart (Patrick Muldoon) e Eve Cleary (Rena Sofer) faziam parte do elenco protagonista, apesar de serem creditados como personagens recorrentes. O mesmo vale para Amanda Woodward (Heather Locklear), que, apesar de ser a personagem central durante as seis últimas temporadas, era creditada como "estrela especial convidada". 
Dr. Michael Mancini (Thomas Calabro): o protagonista foi introduzido como o dedicado e honesto marido de Jane e síndico do condomínio que trabalhava no Wilshire Memorial Hospital. Seu casamento com Jane acaba no fim da primeira temporada, quando ela descobre que ele teve um caso com Kimberly. Eventualmente, se torna o antagonista da série, um homem mau-caráter e manipulador.
Jane Andrews/Mancini/McBride (Josie Bissett): Jane, uma estilista, era a esposa de Michael até descobrir sobre seu caso com Kimberly. Ao decorrer da série, ela passa por muitas mudanças, se tornando uma mulher inteligente, madura e forte. Sai da série no meio da quinta temporada, mas volta na sétima.
Amanda Woodward (Heather Locklear): a personagem mais importante da série e favorita do público, Amanda é a grande vilã. É introduzida no final da primeira temporada como a linda colega de trabalho de Alison que se interessa por Billy, deixando-a com ciúmes. Geniosa, dissimulada, sedutora, manipuladora e fria, Amanda faz o que precisa para conseguir o que quer - não importa o que seja.
Sandy Harling (Amy Locane): Sandy é uma bela garota que sonha em ser uma atriz e trabalha no Shooters, bar em que grupo se encontra normalmente. Em um episódio foi revelado que ela abortou uma criança na adolescência. Sandy tinha sentimentos muito fortes por Jake, mas o relacionamento dos dois acabou não dando certo. Sandy é muito preguiçosa, esperta e atirada. Saiu da série logo na primeira temporada, para seguir seu sonho de virar atriz em Nova York.
Matt Fielding (Doug Savant): Matt é um assistente social homossexual alegre e caridoso. Saiu da série no primeiro episódio da sexta temporada. Na sétima temporada, é descoberto que ele morreu, mas deixou um diário que foi uma das grandes storylines da sétima temporada.
Jake Hanson (Grant Show): é apresentado como o insanamente lindo, rebelde impulsivo badboy de Melrose Place, mas no fundo é um homem leal, companheiro e gentil. Sempre teve uma queda por Sandy, mas o relacionamento dos dois não funcionou. Deixa a série no fim da quinta temporada para morar com sua ex-namorada, Colleen, e seu filho.
Billy Campbell (Andrew Shue): Billy é um taxista que sonha em ser escritor. Se muda para o apartamento de Alison e vira seu melhor amigo e confidente, mais tarde desenvolvendo uma história de amor com a mesma. Billy é filho de pais riquíssimos, mas não liga para dinheiro. Esteve presente nas seis primeiras temporadas como personagem central, participando também de alguns episódios da última temporada.
Alison Parker (Courtney Thorne-Smith): Alison é a doce, gentil e madura recepcionista da D&D, além de personagem central no começo da série. Divide um apartamento com Billy depois que sua colega de quarto vai embora e tem uma longa história de amor com ele, sendo esse um dos casais principais na série. Alison saiu da série no fim da quinta temporada.
Rhonda Blair (Vanessa A. Williams): Rhonda é uma professora de dança alegre e despojada. Era a colega de quarto e melhor amiga de Sandy antes dela se mudar para Nova York. Sai da série no fim da primeira temporada, pois se casa com Terrence.
Jo Reynolds (Daphne Zuniga): uma misteriosa e recém-divorciada fotógrafa que se muda de Nova York para o condomínio para seguir seus sonhos e viver longe de seu ex-marido riquíssimo e muito controlador. Jo é sexy e extremamente esperta. Deixa a série após quatro temporadas para viver com seu namorado, o doutor Dominick O'Malley. Tem um filho, Austin.
Sydney Andrews (Laura Leighton): a sedutora, imprudente,e irmã caçula de Jane foge da faculdade e vai morar em Melrose Place. Sydney morre de inveja de Jane e constantemente dá em cima de Michael. No decorrer da série se torna uma pessoa melhor, mas morreu tragicamente no final da 5ª temporada logo após o seu tão sonhado casamento.
Dr. Kimberly Shaw/Mancini (Marcia Cross): uma das personagens mais icônicas da série, surgiu no decorrer da 1ª temporada como colega de trabalho de Michael, passando a ter um caso com ele, que leva ao fim de seu casamento com Jane. Eventualmente sofre com surtos psicóticos e se torna a responsável pelo momento mais lembrado da série, quando explode o Melrose Place ao fim da 3ª temporada.
Brooke Armstrong (Kristin Davis): esposa de Billy que se revela uma grande vilã da 4ª temporada. Mesquinha, oportunista e interesseira, Brooke perde todos os seus amigos e morre tragicamente ao se afogar na piscina do complexo.
Dr. Peter Burns (Jack Wagner): Peter aparece na 3ª temporada da série e se torna um dos protagonistas da temporada seguinte, quando passa a fazer parte de um relacionamento intenso com Amanda, seu grande amor. Também se envolve com Lexi e Eve, além de ajudar Kimberly com após os seus graves surtos psicóticos.
Kyle McBride (Rob Estes):
Richard Hart (Patrick Muldoon): vilão da 4ª temporada, que se torna sócio de Jane na Hart & Mancini Design, empresa de design. É o responsável por uma grande mudança na personalidade de Jane quando a estupra e acaba morrendo em um confronto com a polícia.
Samantha Reilly (Brooke Langton)
Taylor McBride (Lisa Rinna)
Megan Lewis (Kelly Rutherford)
Craig Field (David Charvet)
Jennifer Mancini (Alyssa Milano)
Dr. Brett Cooper (Linden Ashby)
Lexi Sterling (Jamie Luner)
Ryan McBride (John Haymes Newton)
Eve Cleary (Rena Sofer)

## Temporadas e episódios
| Temporada | Temporada | Episódios | Episódios | Originalmente exibido  | Originalmente exibido |
| Temporada | Temporada | Episódios | Episódios | Estreia da temporada   | Final da temporada    |
| --------- | --------- | --------- | --------- | ---------------------- | --------------------- |
|           | 1         | 32        | 32        | 8 de julho de 1992     | 26 de maio de 1993    |
|           | 2         | 32        | 32        | 8 de setembro de 1993  | 18 de maio de 1994    |
|           | 3         | 32        | 32        | 12 de setembro de 1994 | 22 de maio de 1995    |
|           | 4         | 34        | 34        | 11 de setembro de 1995 | 20 de maio de 1996    |
|           | 5         | 34        | 34        | 9 de setembro de 1996  | 19 de maio de 1997    |
|           | 6         | 27        | 27        | 8 de setembro de 1997  | 30 de março de 1998   |
|           | 7         | 35        | 35        | 27 de julho de 1998    | 24 de maio de 1999    |

## Filmagens
As filmagens da série aconteceram em um estúdio em Santa Clarita, Califórnia.

## Classificações
| Temporada  | Classificação | Avaliação | Espectadores dos EUA (em milhões) |
| ---------- | ------------- | --------- | --------------------------------- |
| 1) 1992–93 | #112          | 7.0       | 11.9                              |
| 2) 1993–94 | #50           | 10.3      | 14.8                              |
| 3) 1994–95 | #57           | 9.8       | 14.1                              |
| 4) 1995–96 | #61           | 9.3       | 13.2                              |
| 5) 1996–97 | #58           | 8.5       | 11.8                              |
| 6) 1997–98 | #80           | N/A       | 9.5                               |
| 7) 1998–99 | #95           | N/A       | 8.4                               |

A série estreou em 8 de julho de 1992 e foi um sucesso instantâneo, estreando na 19ª posição na Nielsen Ratings com uma quota de 10.3/19 e 16 milhões de espectadores. O final da série foi assistido por 10,38 milhões de telespectadores.

## Recepção

### Recepção critica
Melrose Place recebeu críticas mistas dos críticos. Em setembro de 2014, a 1ª temporada tem uma classificação de críticos de 4,7/10 no Metacritic (essa classificação é apenas para a primeira temporada, não para a série toda). Um dos críticos, Richard Zoglin, da Time, que deu à temporada uma pontuação de 2,0/10, escreveu que está "batendo em nada mais do que tramas desgastadas de The Young and the Restless". deu a primeira temporada um rating B, escrevendo: "Ei, eu brinco com Melrose Place - mas sou hipnotizada por isso. Como escapismo de clima quente, leva todos os problemas enfrentados por este país, do desemprego ao assédio sexual, e os transforma em crises que podem ser resolvidas em uma hora." Em 1997, Mark Harris, que deu a sexta temporada do série uma nota D, declarou: "Embora o sempre-jogo, merece-melhor, Heather Locklear ainda cuspa até mesmo as piores linhas com autoridade mordaz, e a dupla diabólica de Jack Wagner e Thomas Calabro, pelo menos, tente parecer interessada, eles não podem sustentar uma série que perdeu seu melhor trunfo - uma alegria distorcida em sua própria impropriedade."

## Spin-offs
A série original produziu uma série spin-off, a Models Inc., que durou uma temporada entre 1994 e 1995. A série se concentrou em uma agência de modelos de Los Angeles dirigida por Hillary Michaels (interpretada por Linda Gray), a mãe de Amanda Woodward, de Melrose.
Uma continuação da série, também chamada de Melrose Place, estreou em 8 de setembro de 2009 na rede de televisão The CW. A série apresentou principalmente um novo elenco, embora cinco atores da série original fizeram aparições, incluindo Thomas Calabro, Laura Leighton, Josie Bissett, Daphne Zuniga e Heather Locklear. Eles têm uma mini reunião (sem Leighton) no episódio dezesseis ("Santa Fe"). A série sofreu com baixas classificações e críticas negativas e foi cancelada em 2010 após uma temporada.

## História não autorizada
Em 10 de outubro de 2015, um filme de televisão chamado The Unauthorized Melrose Place Story foi lançado pela primeira vez. Ele contou a história dos bastidores da série, terminando com as filmagens do final da terceira temporada.

## Lançamento em DVD
A CBS Home Entertainment (distribuída pela Paramount) lançou todas as temporadas de Melrose Place em DVD na Região 1.
A série também foi lançada em DVD nas Regiões 2 e 4 pela Paramount Home Entertainment.
Devido a problemas de licenciamento de música, a maior parte da música original foi substituída nesses lançamentos em DVD. A partir da primeira temporada, alguns episódios são editados de suas versões originais de transmissão.
| Nome do DVD                     | N. de episódios | Datas de lançamento     | Datas de lançamento     | Datas de lançamento    | Datas de lançamento   |
| Nome do DVD                     | N. de episódios | Região 1                | Região 2 (Escandinávia) | Região 2 (Reino Unido) | Região 4              |
| ------------------------------- | --------------- | ----------------------- | ----------------------- | ---------------------- | --------------------- |
| The First Season                | 32              | 7 de novembro de 2006   | 13 de novembro de 2006  | 13 de novembro de 2006 | 1 de novembro de 2006 |
| The Second Season               | 32              | 1 de maio de 2007       | 1 de abril de 2007      | 13 de março de 2007    | 3 de maio de 2007     |
| The Third Season                | 32              | 13 de novembro de 2007  | 2 de dezembro de 2007   | 18 de maio de 2009     | 9 de abril de 2008    |
| The Fourth Season               | 34              | 15 de abril de 2008     | 11 de março de 2009     | 22 de março de 2009    | 2 de abril de 2009    |
| The Fifth Season (Volume One)   | 19              | 10 de fevereiro de 2009 | —                       | —                      | —                     |
| The Fifth Season (Volume Two)   | 15              | 24 de novembro 2009     | —                       | —                      | —                     |
| The Sixth Season (Volume One)   | 13              | 3 de maio de 2011       | —                       | —                      | —                     |
| The Sixth Season (Volume Two)   | 14              | 19 de julho de 2011     | —                       | —                      | —                     |
| The Seventh Season (Volume One) | 18              | 31 de julho de 2012     | —                       | —                      | —                     |
| The Seventh Season (Volume Two) | 17              | 31 de julho de 2012     | —                       | —                      | —                     |

Em 1 de abril de 2011, todas as sete temporadas da série foram disponibilizadas para visualização no serviço de streaming de internet da Netflix. A série foi removido da Netflix em julho de 2015.

## Comitê GALA
Um grupo de artistas e produtores do Melrose Place formou o Comitê GALA, liderado pelo artista Mel Chin, a fim de trazer obras de arte das galerias para o horário nobre da televisão. Os artistas da GALA criaram obras de arte que foram usadas como adereços pelos personagens de Melrose Place na quarta e quinta temporadas, muitas vezes com mensagens políticas ocultas:
- Quando Alison está grávida, sua colcha é decorada com a estrutura molecular do RU-486.
- Uma sacola de comida chinesa para viagem está estampada com dois ideogramas opostos traduzidos do chinês como "Direitos Humanos" e "Turbulência"; ambos os termos foram usados pelo governo chinês para justificar uma restrição aos manifestantes estudantis de 4 de junho de 1989.
- Garrafas atrás do balcão no bar Shooters estão decoradas com anúncios e documentos que relatam a história do álcool.
- Quando Alison sai da D&D Advertising, um anúncio emoldurado ao fundo exibe um prédio bombardeado. O dano à estrutura é na forma de uma garrafa de licor, e as palavras "Total Proof" aparecem no cartaz.

Chin comparou as obras a vírus, simbióticos e invisíveis. O projeto foi chamado de "Em Nome do Lugar", como parte da mostra de arte "Uncommon Sense" no Geffen Contemporary em MOCA, Los Angeles, Califórnia, em 1997. Uma parte da quinta temporada foi filmada na Geffen Contemporary, onde o projeto foi exibido. A obra também foi mostrada na Kwangju Bienal de 1997, em Kwangju, na Coréia, e na Grand Arts, em Kansas City, Missouri, em 1998. A casa de leilões da Sotheby's leiloou quase cinquenta dessas obras de arte para caridade.

## Transmissão internacional
- Na América Latina, é transmitido pela Sony Entertainment Television.
- No México, foi transmitido pela Televisa primeiro no Canal 5, depois na Central 4, onde foi repetido várias vezes e finalmente teve um pequeno retorno na Galavisión.
- Na Espanha, foi ao ar pela Telecinco de 1993 a 2000. Posteriormente, foi transmitido no Cuatro entre 2005 e 2006, com exceção da última temporada que não foi transmitida.
- Na França, foi emitido no TF1.
- Na Itália, foi ao ar na Italia 1, agora vai ao ar na Rai 4.
- Na Argentina, foi transmitido pela Artear através do El Trece de Buenos Aires.
- No Paraguai, foi transmitido pela TV Acción através da Telefuturo de Assunção.
- No Uruguai foi transmitido pela TV Larrañaga através de Teledoce de Montevidéu.
- Na Austrália, foi transmitido na Network Ten.
- Na Bolívia, foi ao ar no Red UNO.
- No Chile, foi transmitido em Mega
- Na República Checa, foi ao ar na TV Nova.
- Na República Dominicana, foi transmitido pela Teleantillas.
- No Equador, foi transmitido pela SíTV e Telesistema na década de 90 e, finalmente, em 2007, foi ao ar no Canal Uno.
- Na Eslováquia, foi transmitido em Markiza.
- Na Finlândia, foi ao ar na MTV3 e na SubTV.
- Na Alemanha, foi transmitido na RTL.
- Na Países Baixos, foi transmitido no canal Veronica, atual RTL 7
- No Reino Unido, foi ao ar no Sky One, five, LivingTV e ftn.
- Na Venezuela, foi transmitido na RCTV entre 1994 e 1997 e em 2001 até 2006 foi transmitido pela Televen.
- Na Estônia, foi ao ar na TV3 Estônia.
- Na Hungria, foi ao ar na HBO.
- Na Irlanda, foi transmitido no RTÉ.
- Na Dinamarca, é transmitido na TV 2.
- Na Nova Zelândia, foi ao ar na TV2, depois na TV3 e agora no Prime.
- Na Suécia, foi originalmente transmitido na TV3, depois na TV4 e atualmente na TV400.
- No Peru, foi emitido na ATV.
- Na Polônia, foi ao ar na TVN e TVN7
- Na Islândia, é transmitido no SkjárEinn
- Na Noruega, é transmitido pela TV2 Zebra.
- Nas Filipinas, foi emitido no ABS-CBN.
- Na Sérvia, foi ao ar no RTS e (com cópias piratas) no RTV Palma durante os anos 90. Embora, a primeira vez que foi totalmente transmitido foi entre 2004 e 2005 pelo RTV Pink.
- Em El Salvador, foi transmitido pela TCS através do Canal 4, depois no Canal 6 e no Canal VTV 35.
- No Panamá, foi transmitido por (RPC) através do canal 4
- No Brasil foi exibido entre 1994 a 1998, pela Rede Globo, e reprisado posteriormente pela Rede Bandeirantes. Também foi exibido no canal pago TeleUno.
- Na Colômbia, foi ao ar no Canal A em 1993.